# IJzer(III)hydroxide
IJzer(III)hydroxide is een anorganische verbinding van ijzer, met als brutoformule Fe(OH)3.  De aanduiding verbinding is eigenlijk niet correct omdat eerder een groep verbindingen dan een eenduidige stof beschreven wordt.  Met de naam ijzer(III)hydroxide wordt een aantal verschillende in meerdere of mindere mate gehydrateerde ijzeroxide-hydroxides aangeduid.  Zowel (FeO)OH, watervrij ijzer(III)oxide-hydroxide, het monohydraat, dat in zijn brutoformule overeenkomt met Fe(OH)3 als meerdere meervoudige-hydraten zijn beschreven.  De stoffen worden ook aangeduid met namen als gehydrateerd ijzeroxide of  geel ijzeroxide.

## Natuurlijk voorkomen
- IJzer(III)oxide-hydroxide is een polymorfe stof die in de natuur in vier verschillende kristalvormen voorkomt.  De verschillende polymorfen worden met de Griekse letters α, β, γ en δ aangeduid.
  - Goethiet, α-FeO(OH), is sinds prehistorische tijden bekend als pigment.
  - De β-vorm, akaganéiet ontstaat door verwering en is bekend om zijn voorkomen in meteorieten en het maanoppervlak.
  - De γ-vorm, lepidocrociet, is algemeen bekend onder de naam roest die ontstaat aan de binnenzijde van waterleidingen en reservoirs.
  - Feroxyhiet, de δ-vorm ontstaat en is alleen stabiel onder de omstandigheden (met name hoge druk) die heersen op de oceaanbodem.  Onder standaardomstandigheden (p = 1 atm = 101 325 Pa) is deze vorm niet stabiel en gaat over in de α-vorm, goethiet.
- Andere vormen van FeO(OH).
  - FeO(OH) vormt een siderogel – een colloïde, dat amorf is en daarom niet tot de mineralen gerekend wordt.
  - limoniet, een veelvoorkomend mengsel van vooral goethiet, lepidocrociet, kwarts en kleimineralen.

Goethiet en lepidocrociet behoren beiden tot de orthorombische kristalfamilie.  Zij zijn de meest voorkomende vorm van ijzer(III)oxy-hydroxide, en de belangrijkste ijzerhoudende mineralen, in grond. Het ook in grond voorkomende mineraal ferrihydriet is een verwante stof.

## Toepassingen
Geel ijzeroxide (CAS: 51274-00-1) wordt toegepast als pigment, en is dan bekend onder een groot aantal verschillende namen, waaronder: Pigment Yellow 42  en C.I. 77492.  Onder de naam Yellow 42 is de stof door de Amerikaanse FDA toegestaan als toepassing in cosmetica.  Daarnaast wordt de stof gebruikt als kleurstof in sommige tatoeage-inkten.  De kleur van de vaste stof varieert van geel via donker bruin tot zwart.  In aquariums wordt ijzeroxide-hydroxide toegepast als fosfaatbinder.
In 2015 zijn twee vormen van ijzeroxide-hydroxide in de vorm van nanodeeltjes effectief gebleken bij het verwijderen van lood uit waterig milieu.

## Synthese
IJzeroxide-hydroxide wordt verkregen uit de reactie van ijzer(III)chloride met natriumhydroxide:
{\displaystyle {\ce {FeCl3 + 3 NaOH -> Fe(OH)3 + 3 NaCl}}}
Een tweede syntheseroute maakt gebruik van waterstofperoxide om, in aanwezigheid van zuur, ijzer(II)-zouten om te zetten in ijzer(III)-zouten:
{\displaystyle {\ce {Fe^{2+}-> Fe^3+ + e^-}}}
{\displaystyle {\ce {H2O2 + 2 e^- -> 2OH^-}}}
Met als totaalreactie:
{\displaystyle {\ce {2Fe^2+ + H2O2 + 2H^+ -> 2Fe^3+ + 2H2O}}}

## Veiligheid
De stof werkt zowel op de ogen, huid als de luchtwegen irriterend.  Tijdens het verwerken van de stof dient beschermende kleding gedragen te worden.